# Aspalathus villosa
Aspalathus villosa är en ärtväxtart som beskrevs av Carl Peter Thunberg. Aspalathus villosa ingår i släktet Aspalathus och familjen ärtväxter. Inga underarter finns listade i Catalogue of Life.